# Jacques Wiehe
Jacques Emil Wiehe (født 23. juni 1860 i København, død 21. maj 1910 sammesteds) var en dansk skuespiller, yngste søn af Anton Wilhelm Wiehe og gift med skuespillerinden Emma Wiehe.
Wiehe optrådte første gang 11. maj 1884 som Bernardo i Hamlet på Det Kongelige Teater og forsøgte sig i de følgende år på privatscenerne som lyriker, indtil han på Dagmarteatret fandt sit rette kunstneriske udtryk i franske lystspil og farcer. På dette område blev Wiehe meget populær ved sin elskværdige forfjamskelse og sit indtagende staccato-lune, der virkede såre lattervækkende i roller som Godfroid i Sovevaggonen og Marcinelle i Et Piskesmæld. Wiehe var også en dygtig bonvivant- og karakterfremstiller (Jensen i Familien Jensen; Svend i Tante Cramers Testamente); hans tidlige død betød et virkeligt tab. Han optrådte sidste gang 13. maj 1910 som Chémineau i Kampen for Tilværelsen på Casino.